# Hilltop (Minnesota)
Pour les articles homonymes, voir Hilltop.
Hilltop est une ville américaine située dans le Comté d'Anoka, dans le Minnesota. Selon le recensement de 2010, sa population est de 744 habitants.